# Anne Gyrithe Bonne
Anne Gyrithe Bonne (f. 1951) er en dansk filminstruktør. Hun er uddannet cand.mag. i dansk fra Københavns Universitet. Hun har tidligere været ansat på Danmarks Radio og har instrueret flere dokumentarfilm. Hendes film har alle hendes personlige liv som udgangspunkt, selvom fokus er personer og begivenheder omkring hende. Hun har ofte opsøgt konfliktsituationer rundt omkring i verden, og hendes film har et gennemgående tema om forsoning.

## Filmografi
Anne Gyrithe Bonne har blandt andet instrueret Kunsten og de utilpassede fra 2008, der handlede om instruktør og kunstner Christian Braad Thomsen. I filmen beskriver hovedpersonen sig selv som et utilpasset menneske, der i gamle dage ville være blevet stemplet som en landsbytosse.
Blandt hendes større film er dokumentarfilmen Aung San Suu Kyi - Lady of No Fear fra 2010. Aung San Suu Kyi er først og fremmest kendt som den kvindelige, politiske oppositionsleder i centrum for de mange, voldsomme strabadser i Burma de seneste 20 år. Hvad mange ikke ved er, at hun startede ud som britisk husmor i de højere lag i Oxford-miljøet, inden hun tog tilbage til sit undertrykte hjemland for at kæmpe for friheden. Ud af de sidste 20 år har hun brugt de femten på at sidde i husarrest med kun ringe kontakt til mand og børn. Filmen giver en personlig vinkling på den kvindelige frihedskæmper Suu Kyi - og på hendes selvopofrende mand, Dr. Michael Aris. Sammen har de ofret det traditionelle liv og ægteskab for friheden i Burma. I fokus er de personlige konsekvenser af en så stærk idealisme og troen på at kunne vælte styret.
Dokumentarfilmen Skygger - når fortiden styrer nutiden fra 2017 har det kontroversielle udgangspunkt, at det er skyggerne fra Holocaust, der ligger som en forhindring for freden i Israel. Den giver et sjældent psykologisk indblik i en udvikling, hvor mennesker, der alle kæmper for freden, bliver fastholdt af skyggerne, mens demokratiet langsomt afvikles omkring dem. Anne Gyrithe Bonne har gennem et par turbulente år med krig fulgt fire prominente Israelske jøder, alle mønsterbrydere som stiller spørgsmålet om det er traumerne, der er blevet Israels nationale strategi.
Desuden instruerede hun Simons film fra 1999 om Simon Spies. Samtidig var hun med til at instruere Solar Plexus fra 1998.